# God Hates Us All
God Hates Us All je deváté studiové album americké thrashmetalové kapely Slayer. V britském žebříčku se dostalo na 18. místo, v americkém pak na 28. místo. Úplnou náhodou vyšlo v ten stejný den, kdy došlo k teroristickým útokům na tzv. dvojčata v New Yorku a na Pentagon. Hlavně název je příznačný, přeložený do češtiny zní „Bůh nás všechny nenávidí“.
Na původním obalu alba byla zobrazena bible, přes kterou byl načmárán název kapely. Celá kniha navíc byla pocákaná krví a byly v ní zatlučeny hřebíky. Ještě existuje známější verze obalu alba. Na bílém podkladu se nachází křesťanský kříž, nad ním je napsáno jméno kapely a pod ním jméno alba, vše je ve zlaté barvě.
V roce 2002 byla vydána nová edice tohoto alba obohacená o tři písničky a videa.

## Seznam skladeb
1. „Darkness of Christ“ (Hanneman/King) – 1:30
2. „Disciple“ (Hanneman/King) – 3:35
3. „God Send Death“ (Hanneman/King/Araya) – 3:45
4. „New Faith“ (King) – 3:05
5. „Cast Down“ (King) – 3:26
6. „Threshold“ (Hanneman/King) – 2:29
7. „Exile“ (King) – 3:55
8. „Seven Faces“ (King) – 3:41
9. „Bloodline“ (Hanneman/King/Araya) – 3:36
10. „Deviance“ (Hanneman/Araya) – 3:08
11. „War Zone“ (King) – 2:45
12. „Here Comes the Pain“ (King) – 4:32
13. „Payback“ (King) – 3:05

## Seznam skladeb na rozšířené edici
1. „Darkness of Christ“ (text: King) (hudba: Hanneman) – 1:30
2. „Disciple“ (text: King) (hudba: Hanneman) – 3:35
3. „God Send Death“ (text: Hanneman/Araya) (hudba: Hanneman) – 3:47
4. „New Faith“ (text a hudba: King) – 3:05
5. „Cast Down“ (text a hudba: King) – 3:26
6. „Threshold“ (text: King) (hudba: Hanneman) – 2:29
7. „Exile“ (text a hudba: King) – 3:55
8. „Seven Faces“ (text a hudba: King) – 3:41
9. „Bloodline“ (text: Araya/Hanneman) (hudba: Hanneman/King) – 3:36
10. „Deviance“ (text: Hanneman/Araya) (hudba: Hanneman) – 3:08
11. „War Zone“ (text a hudba: King) – 2:45
12. „Scarstruck“ (text a hudba: King) – 3:29
13. „Here Comes the Pain“ (text a hudba: King) – 4:32
14. „Payback“ (text a hudba: King) – 3:05
15. „Addict“ (text: King) (hudba: Hanneman) – 3:41
16. „Darkness of Christ (DVD intro)
17. „Bloodline (video)“
18. „Raining Blood (živé video)“ (2001-12-07 San Francisco, Kalifornie)
19. „Interview/B-Roll Footage“

## Složení kapely
- Tom Araya – zpěv, baskytara
- Jeff Hanneman – kytara
- Kerry King – kytara
- Paul Bostaph – bicí